# مردم صحرا
مردم صحرا (به انگلیسی: People of the Desert) یا قبیله کویر (به انگلیسی: The Desert Tribe) یک داستان مصور است که توسط هایائو میازاکی نوشته و تصویرسازی شده‌است. این مجموعه با نام مستعار Akitsu Saburō سریال سازی شد، و در روزنامه پسران و دختران بین ۱۲ سپتامبر ۱۹۶۹ و ۱۵ مارس ۱۹۷۰ منتشر می‌شد.